# Венчик
Ве́нчик (лат. corólla) — совокупность лепестков цветка, составляющих внутреннюю часть двойного околоцветника. Число лепестков в венчике может существенно варьировать в зависимости от семейства, однако наиболее часто встречаются венчики с лепестками, число которых кратно 3 (у однодольных) или 5 (у двудольных).

## Классификация
Венчик называется сростнолепестным (corolla gamopetala), если лепестки более или менее срастаются между собой. В раздельнолепестном венчике (corolla choripetala) лепестки совершенно свободны друг от друга. В некоторых случаях лепестки могут срастаться не в основании, а на конце, такой околоцветник называется калиптрой. Особый тип венчика — венчик мотылькового типа.
Все венчики также делятся на правильные, или актиноморфные (corolla actinomorpha) и неправильные, или зигоморфные (corolla zygomorpha). Актиноморфный венчик также называется многосимметричным, так как через него можно провести несколько плоскостей симметрии. Зигоморфный венчик односимметричен, поскольку через него проходит лишь одна ось симметрии.
Форма венчика весьма разнообразна, среди прочих различают следующие формы венчиков:
- трубчатый венчик, образующийся при срастании лепестков почти по всей своей длине (подсолнечник однолетний);
- колокольчатый венчик, на протяжении большей части сросшийся в трубку, а затем разделяющийся на несколько лепестков (колокольчик рапунцель);
- воронковидный венчик, сходен с колокольчатым, в основании лепестки сросшиеся в трубку, а далее расходящиеся в разные стороны (табак обыкновенный);
- колесовидный венчик, лепестки которого имеют небольшую часть, сросшуюся в трубку, зев, и заметную свободную часть, отогнутую почти в одной плоскости, называемую отгибом (вероника дубравная);
- язычковый венчик, близкий к трубчатому, однако обладает отгибом из сросшихся лепестков, отходящим в сторону в виде язычка (цикорий обыкновенный);

- двугубый венчик, с отгибом, состоящим из двух неравных частей-губ (яснотка зеленчуковая);
- мотыльковый венчик, раздельнолепестный зигоморфный венчик, 5 лепестков которого обладают собственными названиями и отличаются по размерам и форме (лядвенец рогатый);
- шпористый венчик, один или несколько лепестков которого имеют различной длины полость, называемую шпорцем (ангрекум полуторафутовый);
- крестовидный венчик, актиноморфный раздельнолепестный венчик, четыре лепестка которого отогнуты в одной плоскости, образуя «крест» (ярутка полевая);
- колпачковый венчик, калиптра, лепестки которого срастаются концами, а в основании свободны (виноград амурский).

## Функции
Основной функцией венчика является защита генеративных органов цветка во время цветения. У большинства видов растений венчик является самой заметной частью цветка и служит также для привлечения насекомых-опылителей, необходимых для осуществления перекрёстного опыления.

## Венчик в формуле цветка
В формуле цветка характеристика венчика ставится после указания на строение чашечки и обозначается буквами Co или C, рядом с которыми указывается количество лепестков, например: Co5 — венчик из 5 свободных лепестков. Количество лепестков в сростнолепестном венчике берётся в скобки, например: Co(5).